# Schlacht von Chuenpi (1841)
Kowloon – 1. Chuenpi – 1. Chusan – Damm – 2. Chuenpi – Humen – First Bar Island – Whampoa Island – Broadway – 1. Kanton – 2. Kanton – Sanyuanli – Amoy – 2. Chusan – Zhenhai – Ningbo – Ciqi – Zhapu – Wusong – Zhenjiang – Nerbudda
Bei der Zweiten Schlacht von Chuenpi griffen britische Schiffe und Bodentruppen am 7. Januar 1841 die chinesische Küstenverteidigung im Bocca Tigris vor der Stadt Kanton an. Die britischen Kräfte fügten den chinesischen Verteidigern schwere Verluste zu. Als Resultat stimmte der chinesische Oberbefehlshaber Qishan Verhandlungen mit den Briten zu, die allerdings an der Ablehnung des Kaisers Daoguang scheiterten.

## Hintergrund
Im Ersten Opiumkrieg versuchte die britische Expeditionsflotte unter dem Generalbevollmächtigten Charles Elliot, durch militärische Aktionen diplomatische und wirtschaftliche Zugeständnisse vom Kaiserreich China zu erzwingen. Der Hauptort des Konflikts war zunächst die Handelsstadt Kanton, aus welcher der kaiserliche Sondergesandte Lin Zexu die Europäer vertrieben hatte, um den Opiumschmuggel einzudämmen. Nach den ersten Gefechten des Krieges wurde Lin von Kaiser Daoguang abgesetzt und er betraute Qishan mit der Lösung des Konflikts in Südchina. Yishan stärkte durch rund 8000 Mann Verstärkung die Küstenverteidigung bei Kanton.

## Verlauf

Versenkung chinesischer Kriegsdschunken durch die Nemesis

Am Morgen des 7. Mai 1841 fuhren drei britische Schiffe, die Calliope, Hyacinth und die Larne, vor das Fort am Sandkap vor Kanton. Sie eröffneten aus ihren 52 Kanonen das Feuer auf das Fort. Zeitgleich brachten vier Raddampfer 1461 britische Bodentruppen etwa vier Kilometer südöstlich an Land. Die Soldaten etablierten auf einer Anhöhe eine Artilleriebatterie und nahmen das Fort auch von der Landseite unter Feuer, während die Infanterie an der Flanke des Forts zum Angriff überging. Rund die Hälfte der Verteidiger des Forts wurden getötet oder verwundet, darunter auch der Kommandeur des Forts Chen Liansheng. Der Widerstand der Verteidiger brach daraufhin zusammen. Während des noch laufenden Gefechts drangen die Raddampfer in die Yangcheng-Bucht ein und zerstörten dort elf Seefahrzeuge der Qing und erbeuteten 82 Kanonen.
Zeitgleich zum Angriff auf das Sandkap gingen die britischen Schiffe Samarang, Druid, Columbine und Modeste gegen das Fort am Großkap vor. Durch das Feuer der 106 Kanonen der Schiffsgruppe wurden die Verteidiger des Forts rasch in die Flucht geschlagen.

## Folgen
Die chinesische Seite bezifferte ihre Verluste auf 277 Tote und 467 Verwundete. Die britische Seite vermeldete 38 Verwundete. Am Tag nach der Schlacht erschien der britische Marinekommandeur James Bremer vor der Hengdang-Insel. Dort befand sich der Schwerpunkt der chinesischen Verteidigung und der Befehlshaber der Küstenverteidigung von Kanton Guan Tianpei. Bremer bot den Chinesen erneut Verhandlungen an und drohte mit einer Fortführung der Gefechte. Als Zeichen des guten Willens ließ er die Gefangenen aus der Schlacht vom Vortag frei. Aufgrund der militärischen Kräfteverhältnisse empfahl Guan seinem Vorgesetzten Qishan, Verhandlungen aufzunehmen, um Zeit zu gewinnen. Als diese mit der Nichtratifizierung der Konvention von Chuenpi scheiterten, ging der Krieg Ende Februar mit dem britischen Generalangriff auf die Küstenverteidigung in der Schlacht am Humen weiter.
Die Niederlage und die Verhandlungen brachten Qishan beim Kaiser in Misskredit. Er wurde insbesondere von anderen hohen Qing-Beamten wie Yuqian als Verräter und Saboteur der Verteidigung gegen die Briten dargestellt. Auf chinesischer Seite hielt sich das Gerücht, die von britischer Seite eingesetzten Bodentruppen seien chinesische Yong gewesen, die aufgrund Yishans Fehlverhalten zu den Briten übergelaufen seien.